# 世界ローイング選手権
世界ローイング選手権はFISA（Fédération Internationale des Sociétés d'Aviron；the International Rowing Federation）の主催する国際的なローイング競技の大会（レガッタ）である。ローイング競技の中では夏季オリンピックに次ぐ権威を持つ大会である。
なお、ローイング競技の日本語の競技名は2023年まで「ボート競技」とされていたが変更された（詳細はローイング競技を参照）。この大会は「世界ボート選手権」と称されていたが、競技名の変更に伴いWorld Rowing Championshipsの日本語名も「世界ローイング選手権」に変更された。

## 歴史
第一回大会は1962年にスイスのルツェルンで開催された。1974年までは4年ごとに開催されていたが、その後は毎年開催されるようになった。また1974年は、女子種目と男子軽量級種目が初めて開催された年でもある。女子軽量級種目は1985年に加えられた。2002年には身体障害者を対象とした種目が加えられた。

## 種目
以下の23種目が開催される。但し、夏季オリンピックが開催される年にはオリンピックにない種目のみが行われる。選手たちはオリンピックに一番重きを置いていることが多いため、オリンピックで開催されない種目は軽視されることが多い。
以下の表は、Oのつくものがオリンピックと世界ローイング選手権で開催される種目を、WCのつくものが世界ローイング選手権のみで開催される種目をあらわしている。
| 種目 | 種目               | 男子 | 軽量級男子 | 女子 | 軽量級女子 |
| ---- | ------------------ | ---- | ---------- | ---- | ---------- |
| 1x   | シングルスカル     | O    | WC         | O    | WC         |
| 2x   | ダブルスカル       | O    | O          | O    | O          |
| 2-   | 舵手なしペア       | O    | WC         | O    |            |
| 2+   | 舵手つきペア       | WC   |            |      |            |
| 4x   | クォドルプルスカル | O    | WC         | O    | WC         |
| 4-   | 舵手なしフォア     | O    | O          | WC   |            |
| 4+   | 舵手つきフォア     | WC   |            |      |            |
| 8+   | エイト             | O    | WC         | O    |            |

## 開催都市
五輪開催年には世界ジュニアボート選手権が同じ場所で開催される。
- 2022年：ラシツェ, チェコ
- 2021年：上海, 中国
- 2019年：オッテンスハイム, オーストリア
- 2018年：プロヴディフ（ブルガリア）
- 2017年：サラソタ（アメリカ）
- 2016年 ロッテルダム（オランダ）
- 2015年 Aiguebelette（フランス）
- 2014年 アムステルダム（オランダ）
- 2013年 忠州市（韓国）
- 2012年 プロヴディフ（ブルガリア）
- 2011年 ブレッド湖（スロベニア）
- 2010年 ハミルトン, ニュージーランド
- 2009年 ポズナン, ポーランド
- 2008年 オッテンスハイム, オーストリア (8月22-28日)
- 2007年 ミュンヘン, ドイツ (8月26日-9月2日)
- 2006年 バークシャー, イギリス (8月20-27日)
- 2005年 岐阜県海津市, 日本 （長良川国際レガッタコース）(8月29日-9月4日) 2005年FISA世界ボート選手権大会
- 2004年 バニョーレス, スペイン (7月27日-8月1日)
- 2003年 ミラノ, イタリア (8月24-31日)
- 2002年 セビリャ, スペイン (9月15-22日)
- 2001年 ルツェルン, スイス (8月19-26日)
- 2000年 ザグレブ, クロアチア (8月1-6日)
- 1999年 セントキャサリンズ, カナダ (8月22-29日)
- 1998年 ケルン, ドイツ (9月6-13日)
- 1997年 エグベレット, フランス (8月31日-9月7日)
- 1996年 マザーウェル, スコットランド (8月5-11日)
- 1995年 タンペレ, フィンランド (8月25-27日)
- 1994年 インディアナポリス, アメリカ (9月17-18日)
- 1993年 ロウドニツェ, Račice, チェコ (5月8-9日)
- 1992年モントリオール, カナダ
- 1991年ウィーン, オーストリア (8月24-25日)
- 1990年 タスマニア, オーストラリア (4月10-11日)
- 1989年 ブレッド, ユーゴスラビア
- 1988年 ミラノ, イタリア
- 1987年 コペンハーゲン, デンマーク
- 1986年 ノッティンガム, イングランド
- 1985年 ハーゼウィンケル, ベルギー
- 1984年 モントリオール, カナダ
- 1983年 デュースブルク, ドイツ
- 1982年 ルツェルン, スイス
- 1981年 ミュンヘン, ドイツ
- 1980年 ハーゼウィンケル, ベルギー
- 1979年 ブレッド, ユーゴスラビア
- 1978 年ハミルトン, ニュージーランド
- 1977年 アムステルダム, オランダ
- 1975年 ノッティンガム, イングランド
- 1974年  ルツェルン, スイス
- 1970年 セントキャサリンズ カナダ
- 1966年 ブレッド, ユーゴスラビア
- 1962年 ルツェルン, スイス